# میان‌سنگی

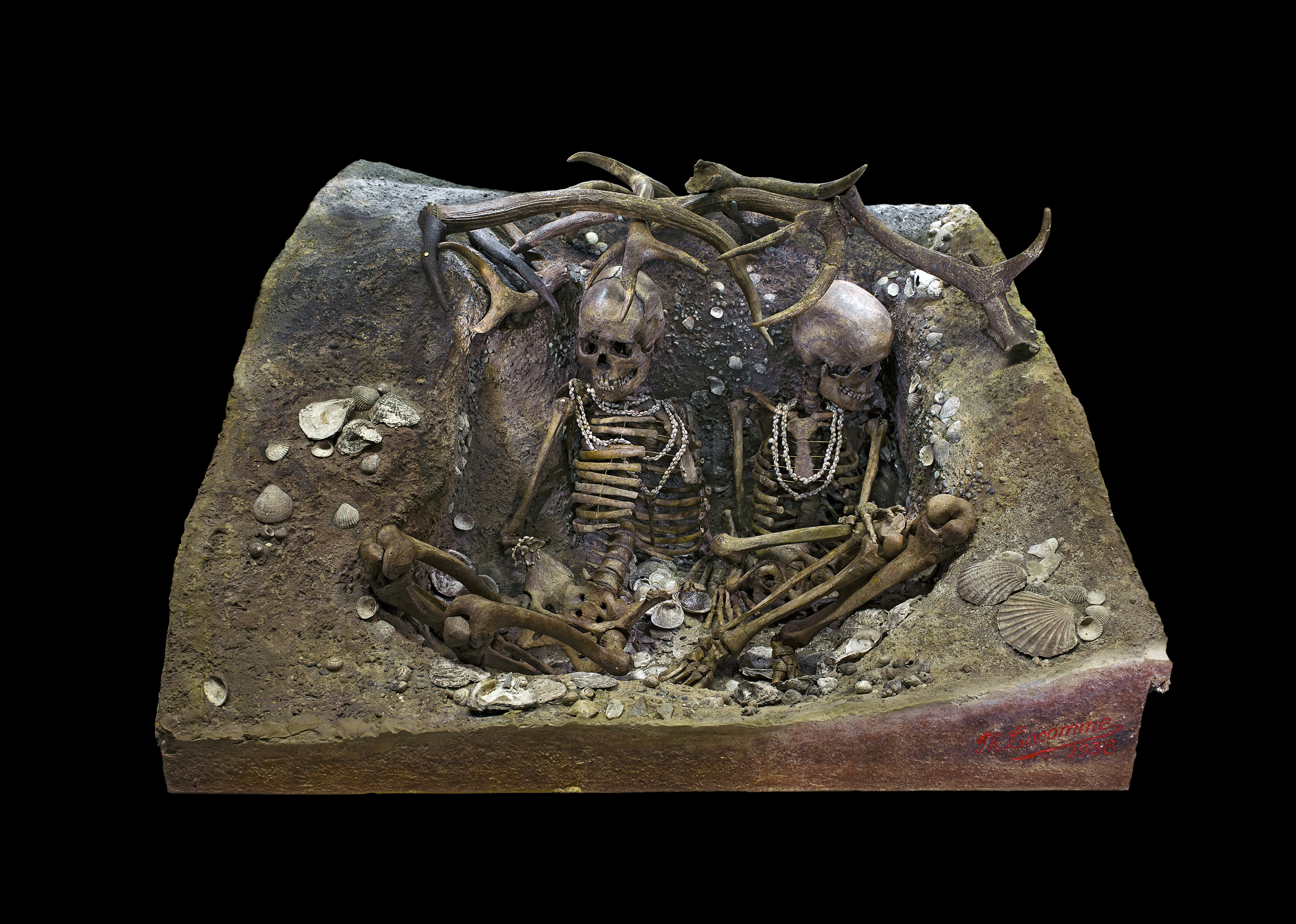
گور حفره‌ای دو زن در دوره میان سنگی

دوران میان‌سنگی دوره‌ای از عصر سنگ فناوری بشری و میان دوره‌های پارینه‌سنگی و نوسنگی است. آغاز آن وابسته به موقعیت جغرافیایی میان ۲۰٬۰۰۰ تا ۸٬۰۰۰ پیش از میلاد متغیر است. به این دوران عصر سنگ میانی و مزولیتیک نیز گفته شده‌است
شروع زمانی مشخصی نمی توان برای دوره پارینه سنگی میانی بیان کرد، اما می توان شروع آن را بعد از 200 هزار سال پیش دانست. انسان دوره پارینه سنگی میانی همچنان به شکار و جمع آوری مواد غذایی گیاهی می پرداخت. در این دوره انسان نئاندرتال پدید آمد و تکنیک ساخت ابزار موستری ظهور کرد. تا پیش از این بشر تنها از قلوه سنگ استفاده می کرد، اما در دوره پارینه سنگی میانی، ابزار تراشنده و خراشنده درست شدند که معمولا بدون دسته بودند. اولین نشانه های ساخت پناهگاه های ساده با شاخ و برگ درختان و همچنین اولین نشانه های تدفین از این دوره دیده شده است. انسان های این دوره در غار، تنه درختان و پناهگاه های ساده ساخته شده با شاخ و برگ درختان زندگی می کردند. در این دوره بشر از پوست حیوانات برای گرم کردن خود استفاده می کرد.
اصطلاح میان‌سنگی را معمولاً منحصراً در مورد اروپای پیش‌ازتاریخ به‌کار می‌برند و مربوط به زمانی می‌دانند که با عقب‌نشینی یخچال‌های عصر یخ‌بندان و تغییرات اقلیمی ناشی از آن در حدود ۱۰ هزار سال پیش آغاز می‌شود. برای اشاره به دوران میان‌سنگی مناطق بیرون از اروپا به ویژه برای اشاره به خاور نزدیک در این دوران اصطلاح فراپارینه‌سنگی (Epipaleolithic) به‌کار می‌رود.
شکار، ماهیگیری و گردآوری شیوه‌های گذران زندگی مردم در فرهنگ‌های میان‌سنگی بود. ایجاد سکونتگاه در این دوران کم پیش آمده و موقتی بوده‌است. یافته‌های این دوران نشان می‌دهد که فنون ابزارسازی سنگی نسبت به پارینه‌سنگی پیشرفت داشته و بسامد پرداختن به آیین‌های دینی و جادوباوری بیشتر شده‌است. شبیه‌سازی از انسان در این عصر یعنی میان سنگی میان جوامع بشری آغاز شد.
در دوره میان‌سنگی انسان با امکان ذخیره مواد غذایی گیاهی و جانوری آشنا می‌شود. در این دوره، کنترل مواد غذایی جانوری با شکار نکردن بچه حیوانات و ماده‌های آبستن آغاز می‌شود. سپس محافظت از آن حیوانات از بیم فرار نکردن، موجب آغاز روند اهلی شدن حیوانات می‌گردد.
مهم‌ترین ویژگی سنگ‌ابزارهای دوره میان‌سنگی ترکیبی بودن آنهاست که ظهور این ویژگی به بارزترین وجه در اختراع داس با استفاده از ریزتیغه‌ها دیده می‌شود که در دسته‌های استخوانی جاسازی می‌شوند (اشاره به داس نشانگر کشت غلات در این دوره نیست، بلکه از داس برای بریدن گیاهان وحشی استفاده می‌شود). تعداد زیاد سنگ‌ساب‌های پیدا شده، از رسیدن انسان مرحله آماده‌سازی غذا آگاهی می‌دهند. سه عامل: اهلی کردن حیوانات، آغاز کشاورزی و آماده‌سازی غذا، موجب می‌شود تا انسان به زمین و سرزمین وابستگی و تعلق خاطر پیدا کند و به مرحله یکجانشینی برسد.
مناطق مهم پارینه سنگی میانی درون ایران عبارتند از غارهای بیستون، ورواسی، قبه، دو اشکفت، قمری، ارجنه، کیارام گرگان، نیاسر، کفتارخون، قلعه بزی اصفهان و میرک سمنان.